# Яхина, Аниса Алтынтимеровна
Аниса́ Алтынтиме́ровна Я́хина (баш. Яхина Әнисә Алтынтимер ҡыҙы; род. 11 мая 1952 года) — артистка разговорного жанра Башкирской филармонии. Народная артистка Республики Башкортостан (1993).

## Биография
Родилась 11 мая 1952 года.
Окончила театральный факультет Уфимского государственного института искусств по специальности «Актёр театра и кино».
С 1976 года работала в Башгосфилармонии как артистка разговорного жанра — ведущей концертных мероприятий филармонического и республиканского значений, работала на эстраде и в музыкально-литературном лектории, позднее — художественным руководителем Башкирской государственной филармонии.
Участвовала в Днях Республики Башкортостан и Декадах башкирской литературы в Москве, Днях литературы и искусства Башкортостана в Татарстане (Казань).
С 1999 по 2002 годы была Президентом Фонда "Работников Искусства". С 2002 по 2005 годы Аниса Алтынтимеровна работала начальником отдела искусств Министерства культуры и национальной политики РБ.

## Творчество
Аниса Яхина провела сотни сольных концертов на стихи народных поэтов Башкортостана М. Карима, Р. Гарипова, Р. Сафина, А. Атнабаева — «Я люблю тебя, жизнь», «Мин гашикмын донъяга» («Я люблю этот мир»), Р. Бикбаева «Письмо народу» и А. Игебаева «Ер-әсә» («Матушка-земля»). Была исполнительницей монументального поэтического представления по поэме Р. Гарипова «Преклонение — 1937 год» в сопровождении Национального симфонического оркестра РБ на музыку С. Низаметдинова.

## Награды и премии
- Народная артистка Республики Башкортостан (1993)
- Заслуженная артистка Башкирской АССР (1988)